# Dechen Roder
Pour les articles homonymes, voir Roder.
Dechen Roder, née en 1980 dans le dzongkhag de Bumthang (Bhoutan), est une scénariste et cinéaste bhoutanaise.

## Filmographie partielle

### Comme productrice, scénariste, réalisatrice et monteuse
- 2011 : An Original Photocopy of Happiness
- 2011 : She Sings (uniquement réalisation)
- 2013 : Nging tsey Mi tsaye Kilkhor
- 2015 : Lo sum choe sum (3 Year 3 Month Retreat)
- 2015 : Heart in the Mandala (uniquement réalisation)
- 2016 : Dakini (Honeygiver Among the Dogs) (aussi directeur de la photographie)[1]

## Récompenses et distinctions
- 2011 : Festival international du film indépendant de Bruxelles : nommé pour le prix du meilleur court métrage pour An Original Photocopy of Happiness
- 2015 : Berlinale : sélection officielle dans la section « court-métrage » pour Lo sum choe sum